# Ruth Behar

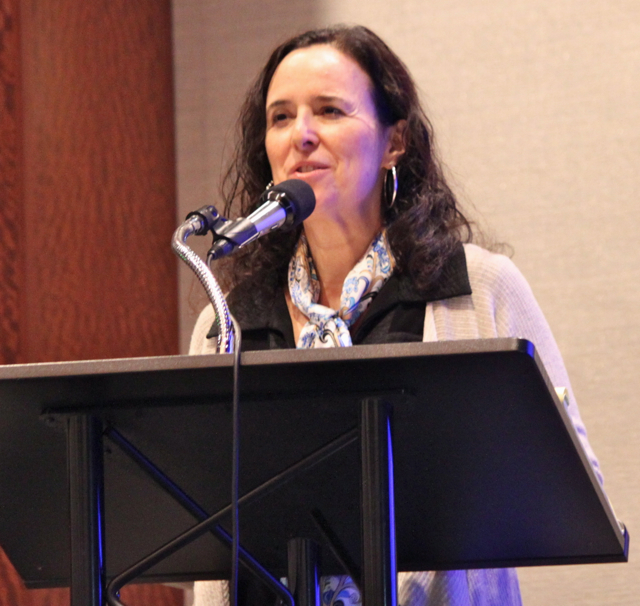
Ruth Behar auf dem Jahrestreffen der American Anthropological Association in San Francisco 2012

Ruth Behar (* 12. November 1956 in Havanna, Kuba) ist eine kubanisch-US-amerikanische Anthropologin, Poetin und Schriftstellerin. Sie hat eine Professur für Anthropologie und Frauenforschung an der University of Michigan im US-Bundesstaat Michigan.

## Leben
Ruth Behars Eltern sind jüdisch-russischer und jüdisch-türkischer Herkunft, ihre Großeltern waren jeweils in den 1920er Jahren nach Kuba eingewandert. Mit vier Jahren, angesichts der Machtübernahme Fidel Castros, verließ Ruth Behar zusammen mit ihrer Familie ihr Heimatland Kuba und wanderte aus in die USA nach New York. Nach ihrem Abschluss als Bachelor of Arts an der Wesleyan University in Connecticut 1977 studierte sie cultural anthropology (amerikanische Entsprechung der Ethnologie) an der Princeton University in New Jersey. Ihre Doktorarbeit, die sie 1983 über ihre Feldforschung in einem Dorf in Nordspanien schrieb, wurde zur Grundlage ihres ersten Buches.
Ihr zweites Buch Translated Woman von 1993 gründete auf ihrer zehnjährigen Forschung in einer ländlichen Kleinstadt in Mexiko. 
Seit 1991 hat sich ihre Tätigkeit auf ihr Geburtsland Kuba fokussiert. Aus ihrer Forschung über die jüdische Gemeinschaft in Kuba entstand 2002 der Film Adio Kerida / Goodbye Dear Love, bei dem ihr Sohn Gabriel Frye-Behar als Kameramann mitwirkte. Das jüdische, sephardische Kuba ist auch Thema ihres Buches An Island Called Home: Returning to Jewish Cuba von 2007.

## Auszeichnungen
- 1988: MacArthur Fellowship als erste Frau lateinamerikanischer Herkunft (Latina)
- 2021: Mitglied der American Academy of Arts and Sciences

## Schriften
- 1986: The Presence of the Past in a Spanish Village. Santa María del Monte. (Basierend auf ihrer Doktorarbeit von 1983).
- 1993: Translated Woman. Crossing the Border with Esperanza’s Story. 2. Auflage. Beacon Press, Boston 2003, ISBN 0-8070-4647-7 (Ansicht in der Google-Buchsuche).
- 1995: als Herausgeberin: Bridges to Cuba / Puentes a Cuba. University of Michigan Press, Ann Arbor, ISBN 0-472-06611-0 (Leseprobe in der Google-Buchsuche).
- 1995: zusammen mit Deborah A. Gordon als Herausgeberin: Women Writing Culture. University of California Press, Berkeley u. a., ISBN 0-520-20207-4 (Leseprobe in der Google-Buchsuche).
- 1995:  mit Jordán Rolando Estévez: Poemas que vuelven a Cuba / Poems returned to Cuba. Kubanisches Kulturministerium, Ediciones Vigía, Matanzas Cuba.
- 1996: The Vulnerable Observer. Anthropology That Breaks Your Heart. Beacon Press, Boston, ISBN 978-0-807-04631-9 (Ansicht in der Google-Buchsuche).
- 2001: mit Jordán Rolando Estévez: Everything I kept / Todo lo que guardé. Kubanisches Kulturministerium, Ediciones Vigía, Matanzas Cuba.
- 2001: The Jewish cemetery in Guanabacoa. In: Ilan Stavans (Hrsg.): Wáchale! Poetry and Prose About Growing Up Latino in America. Cricket Books, Chicago.
- 2007: An Island Called Home. Returning to Jewish Cuba. Rutgers University Press, ISBN 978-0-8135-4189-1 (Leseprobe in der Google-Buchsuche).
- 2008: zusammen mit Lucía M. Suárez als Herausgeberin: The Portable Island. Cubans at Home in the World. Macmillan, ISBN 978-0-230-60477-3 (Ansicht in der Google-Buchsuche).

## Filmografie
- 2002: Adio Kerida / Goodbye Dear Love. A Cuban-American Woman's Search for Sephardic Memories.